# Premilcuore
Premilcuore är en ort och kommun i provinsen Forlì-Cesena i regionen Emilia-Romagna i Italien. Kommunen hade 753 invånare (2018).